# Màscara de Guy Fawkes

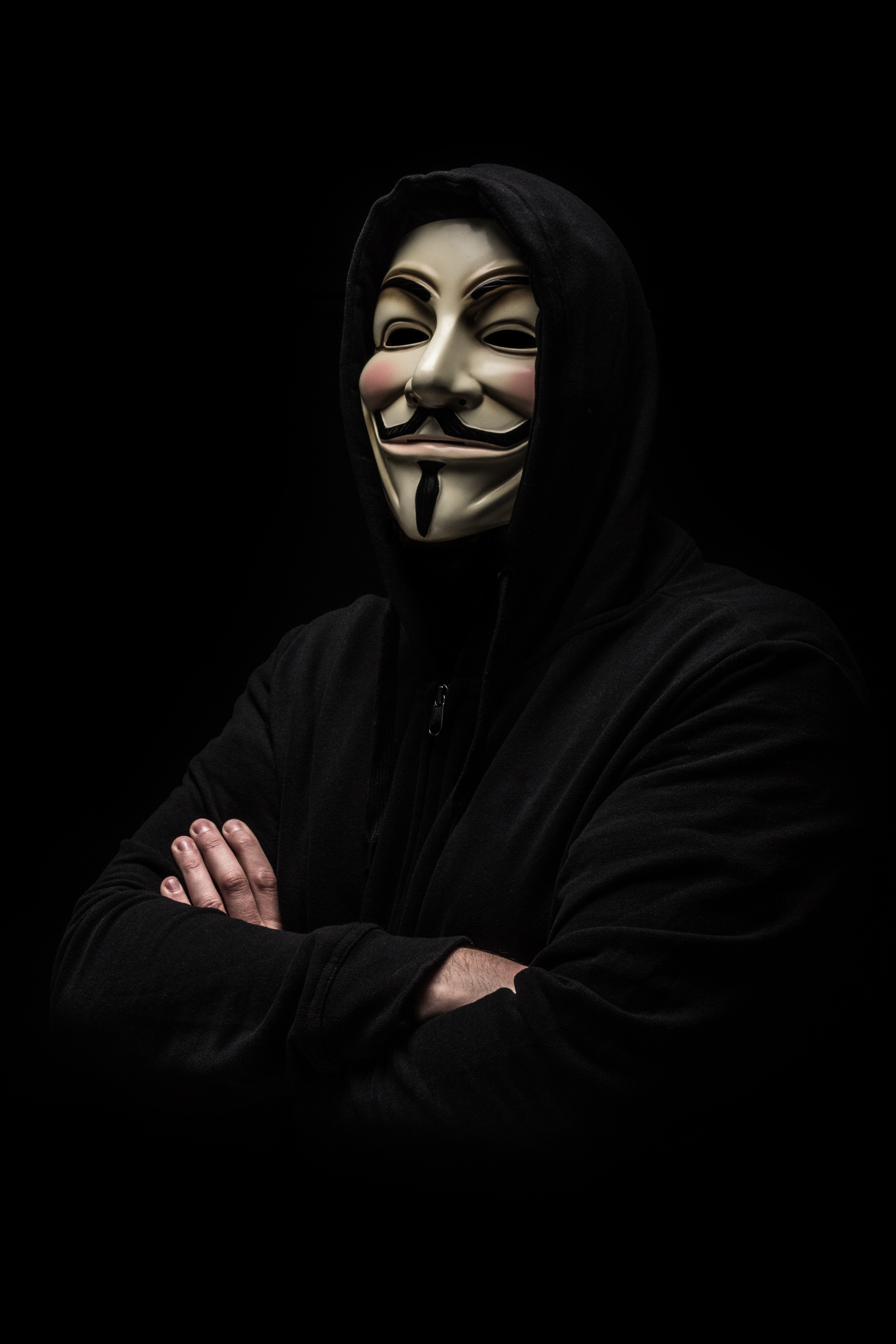
Persona portant posada la màscara de Guy Fawkes

La màscara de Guy Fawkes és la representació del conspirador catòlic anglès del mateix nom, membre de la conspiració de la pólvora, qui va intentar volar la Càmera dels Lords a Londres en 1605, conegut com Guy Fawkes. L'ús de la màscara com a efígie té llargues arrels com a part de les celebracions de la Nit de Guy Fawkes.
Es descriu com una representació estilitzada d'un rostre amb un somriure sobredimensionat, galtes vermelles, i un ampli bigoti amb les puntes cap amunt als dos extrems, juntament amb una perilla vertical punxeguda i prima.
La màscara, dissenyada per l'il·lustrador David Lloyd, va arribar a representar un ampli grup de protestes arran que s'usés a la pel·lícula V for Vendetta. Després d'aparèixer als fòrums d'Internet, es va convertir en un símbol ben conegut per al grup hacktivista Anonymous, sent utilitzada en el Projecte Chanology, moviments d'ocupació, protestes antigovernamentals i antisistema a tot el món.

## Orígens
Guy Fawkes conspiració de la Pólvora

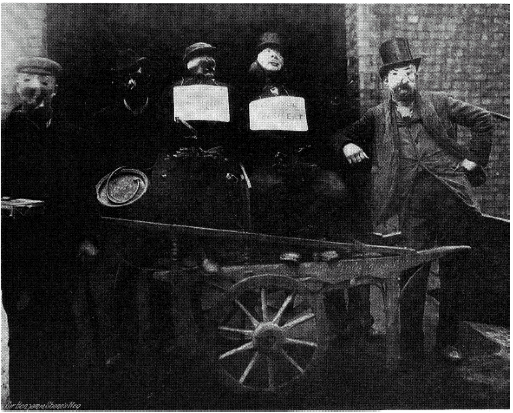
Efígies i col·leccionistes de Guy Fawkes, tots emmascarats, 1903, per John Benjamin Stone.

La conspiració de la Pólvora el 1605 va ser commemorada des del principi a Anglaterra amb la crema aquell dia d'efígies de figures impopulars. Cap al final del segle xviii, van aparèixer els primers informes de nens a Gran Bretanya demanant a més diners usant màscares de Guy Fawkes, pel que el 5 de novembre va ser gradualment conegut com la Nit de Guy Fawkes, encara que molts ara prefereixen el terme Bonfire Night (Nit de les fogueres).
A principis de 1980, aquestes tradicionals màscares de Guy Fawkes, fetes de cartró o paper barat, encara eren venudes als nens de Gran Bretanya o regalades juntament amb historietes a la tardor.   No obstant això, aquestes es van tornar després cada vegada menys populars, sent suplantades per màscares de Halloween.

## V de Vendetta

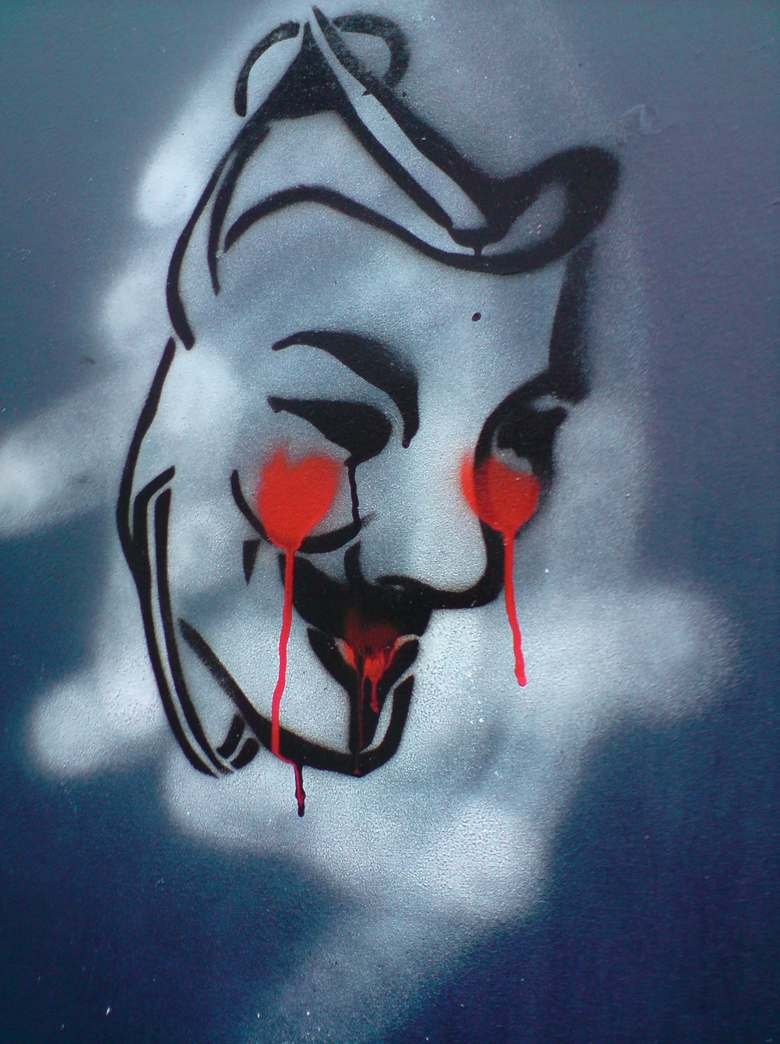
Grafiti de la màscara que porta V en la novel·la gràfica V de Vendetta.

El personatge principal V de la sèrie de còmics V de Vendetta, que va començar en 1982 i la seva adaptació cinematogràfica en 2005, portava una màscara de Guy Fawkes per ocultar la seva identitat. La sèrie de còmics, escrita per Alan Moore i il·lustrada majoritàriament per David Lloyd es “centra en els esforços d'un justicier per destruir un govern autoritari en un Regne Unit futurista i distòpic ”. En el desenvolupament de la idea, Lloyd va escriure una nota a mà: "Per què no ho representem com un Guy Fawkes ressuscitat, amb una d'aquelles màscares de paper maixé, una capa i un barret cònic? Es veuria molt interessant i li donaria a Guy Fawkes la imatge que ha merescut cada 5 anys. el seu intent de volar el parlament !” Moore va comentar que, a causa de la idea de Lloyd, "Tots els diferents fragments al meu cap de sobte van caure al seu lloc, units darrere de la sola imatge d'una màscara de Guy Fawkes".

## Ús primerenc per manifestants
Des del llançament el 2006 de la pel·lícula V de Vendetta, l'ús de màscares estilitzades de "Guy Fawkes", amb bigoti i barba en punta, s'ha estès a nivell internacional entre els grups que protesten contra els polítics, bancs i institucions financeres. Les màscares protegeixen tant la identitat com el rostre de les persones i demostren el compromís amb la causa comuna.
En 2006, dos grups rivals usant màscares de Fawkes es van enfrontar enfront de les oficines de DC Comics. Un grup, liderat per l' anarquista d'esquerra Adam Weismann, protestava contra la pel·lícula V for Vendetta. Un altre grup, dirigit per Todd Seavey, es manifestava a favor de DC Comics. Les seves màscares haurien estat facilitades per un empleat de Time Warner.

## Anonymous
Anonymous

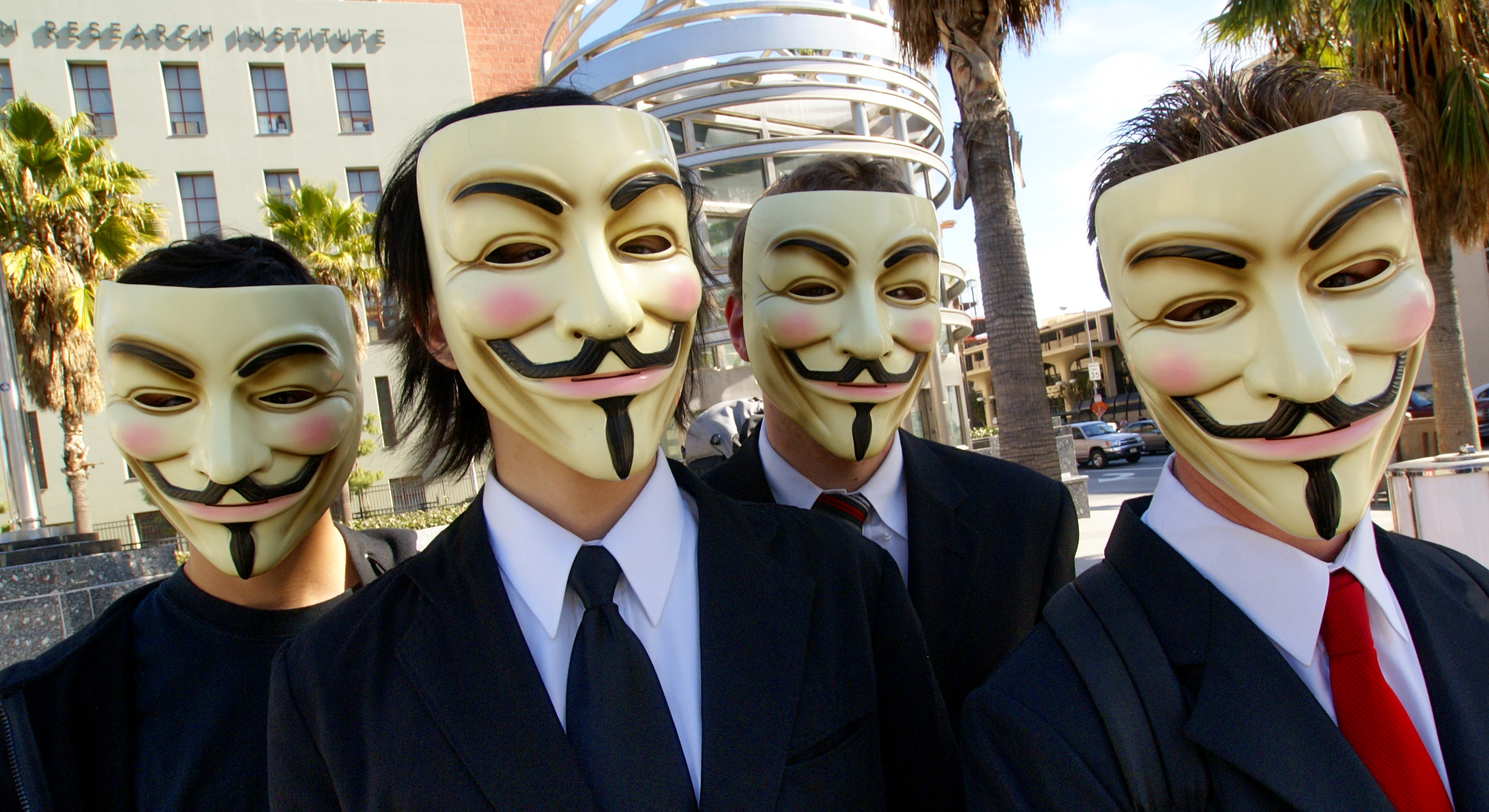
Integrants del "Anonymous" usant la màscara a Los Angeles, 2008

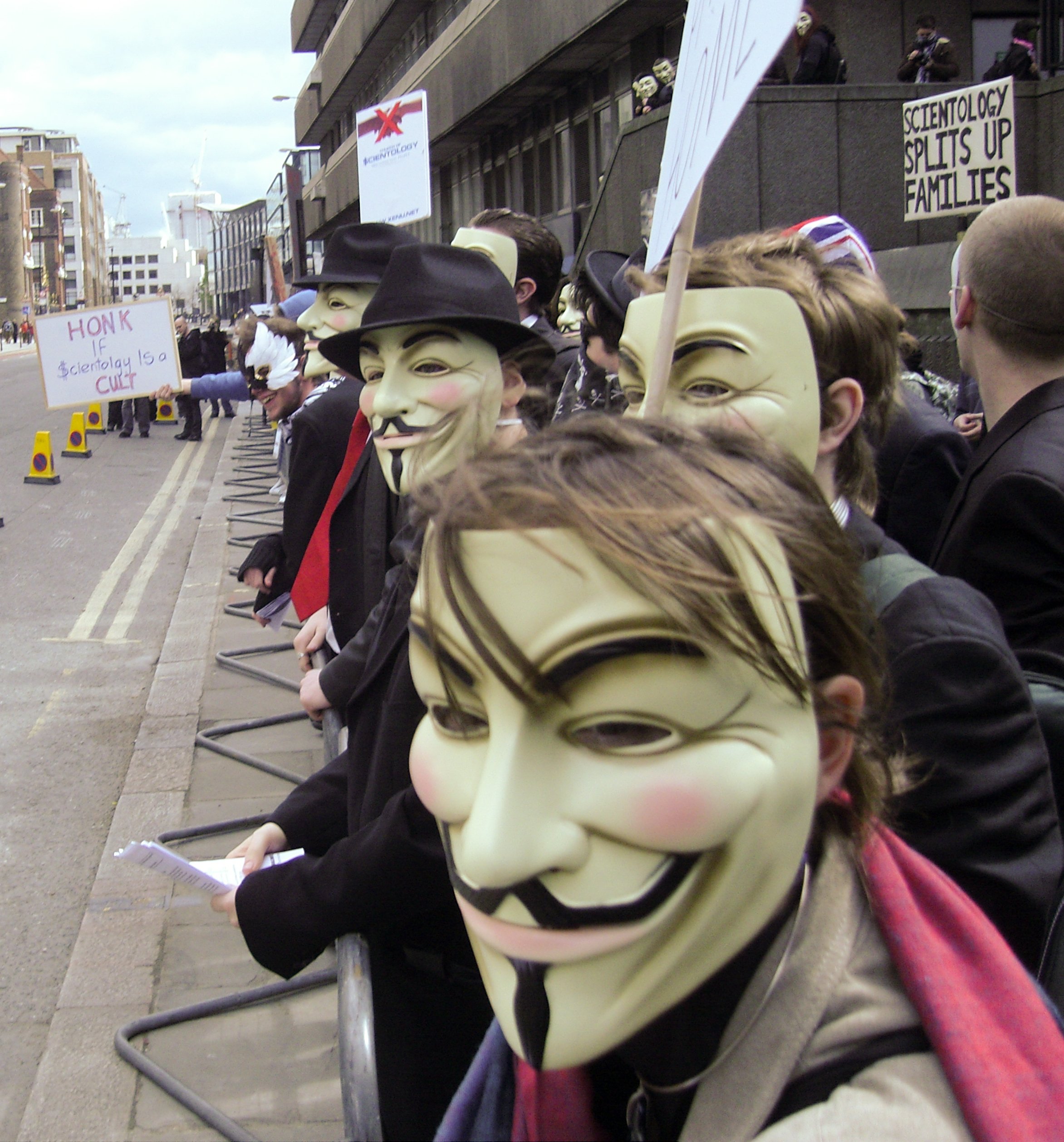
Anonymous usant la màscara en una protesta en contra de l'església de la Cienciologia a Londres, 2008

La màscara es va associar amb el grup hacktivista Anonymous i el seu projecte Chanology en contra de l' Església de la Cienciologia el 2008. El grup va protestar en resposta a les accions de l'Església que forçaven YouTube a promocionar un vídeo de Tom Cruise recolzant la Cienciologia, vídeo que era d'ús intern dins de l'Església.  Anonymous va protestar contra els mètodes de litigi de l'Església de la Cienciologia durant diversos mesos. Es va encoratjar els manifestants a amagar les cares, ja que era una pràctica comuna per als membres de l'Església fotografiar els manifestants. La màscara de Guy Fawkes era un mètode molt utilitzat per amagar la seva identitat.
A mesura que continuaven les protestes, més manifestants van començar a optar per l'ús de la màscara, que amb el temps va adquirir un estatus simbòlic dins del grup. El grup amb seu a Internet va adoptar el personatge a les seves protestes en contra de l'autoritat.

## Ús popular en les protestes
Hacktivisme

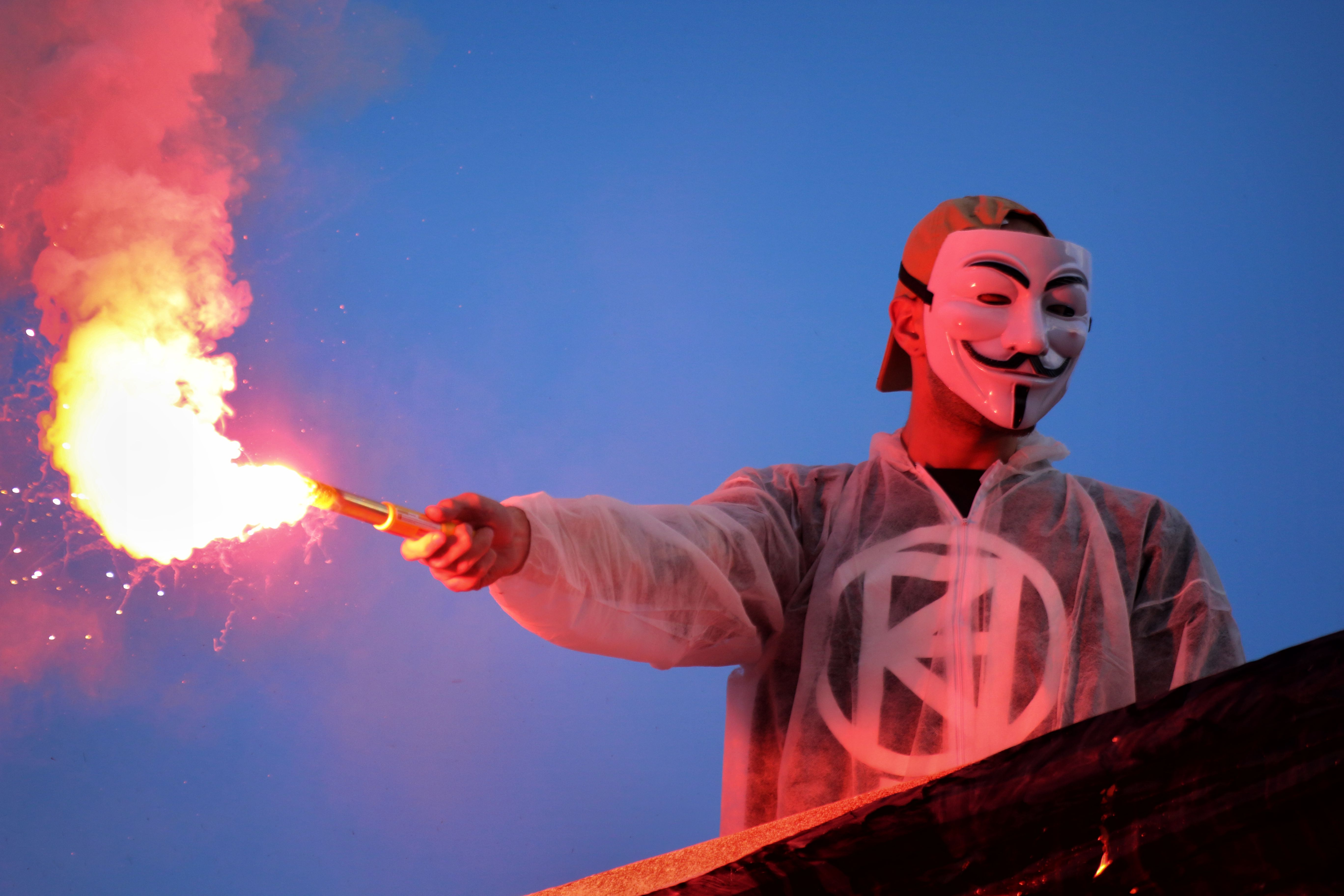
La màscares de Guy Fawkes s'han convertit en un símbol de revolució i desobediència civil

El 23 de maig del 2009, manifestants que portaven la màscara, van fer explotar un barril de pólvora fals a les fores del Parlament britànic durant una protesta pel tema de les despeses dels diputats.

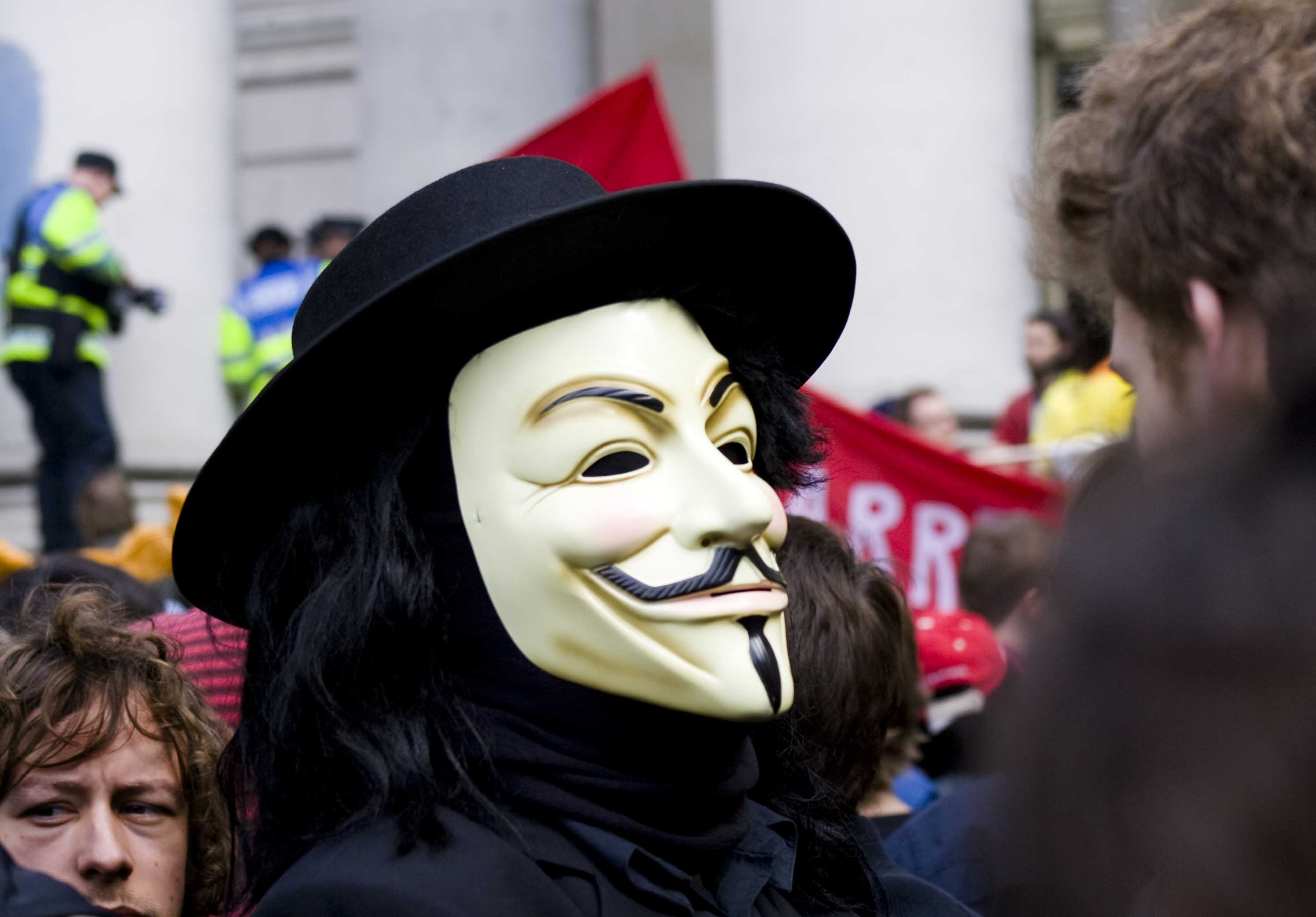
Manifestant vestit com V de V de Vendetta.

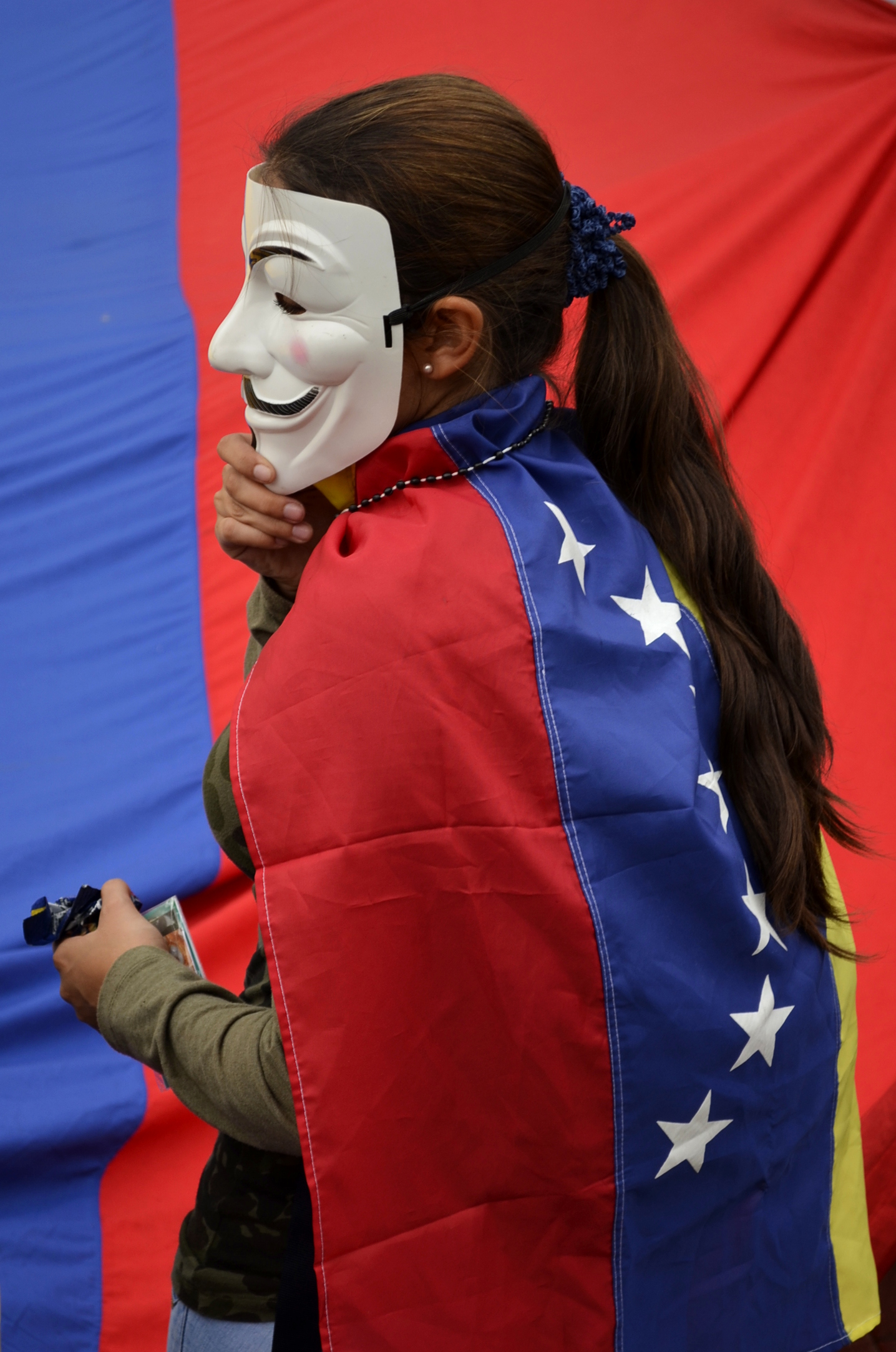
Manifestant veneçolana usant la màscara durant una protesta a Veneçuela en 2014.

Durant les protestes de 2011 a Wisconsin, i durant la subsegüent presa de Wall Street i els continus moviments d'ocupació, la màscara es va donar a conèixer internacionalment com un símbol de rebel·lió popular. L'octubre del 2011, l'activista Julian Assange va assistir a la protesta a la borsa de Londres amb una màscara de Fawkes, que es va treure després d'una petició de la policia.
Al gener de 2012, les màscares de Guy Fawkes van ser utilitzades per manifestants contra la signatura de l'ACTA a Polònia. A Mumbai, Índia, el 10 de juny de 2012, un grup de 100 membres d'Anonymous i estudiants universitaris es van reunir a Azad Maidan, vestits de negre i amb màscares de Guy Fawkes, per protestar contra la censura d'Internet per part del Govern de l'Índia.
La màscara va ser utilitzada pels manifestants de Baréin durant el seu aixecament a la Primavera Àrab pel que va ser prohibida al país al febrer de 2013.  Pocs mesos després d'una decisió similar dels Unió dels Emirats Àrabs.  El ministeri d'indústria i comerç de Barein va dir que la prohibició de la importació de la màscara, a la qual es va referir com a "màscara de la revolució" es va deure a la preocupació per la "seguretat pública".  La decisió, qualificada per La Veu d'Amèrica com a "inusual",  va marcar un dels últims esforços del govern per reprimir l'aixecament que havia durat, fins aleshores, dos anys.
No obstant això, un activista de drets humans amb seu a Gran Bretanya i Samuel Muston de The Independent van minimitzar l'efecte de la prohibició. El Manama Voice, va informar que l'ús de la màscara a les protestes va augmentar després de ser prohibida.
El 24 de novembre de 2012, els partidaris nacional-anarquistes a Sydney, Austràlia, van assistir a una manifestació pro palestina en suport i solidaritat amb el poble de Gaza, pel que fa a l'Operació Pilar de Defensa, tots lluint la màscara de Guy Fawkes.  La màscares també van ser usades pels manifestants antigovernamentals a Tailàndia el 2012,  i pels manifestants a Turquia el 2013. També van ser utilitzats en protestes a Brasil  i Egipte el 2013.
El govern d'Aràbia Saudita va prohibir la importació de les màscares el maig del 2013, i va dir que seria confiscada qualsevol que es trobés en venda. El Ministeri d'Afers Islàmics va declarar que la màscara és "un símbol dels rebels i la venjança", va advertir als imants i pares que "podrien ser utilitzades per incitar els joves a desestabilitzar la seguretat i estendre el caos..."  El 22 de setembre Fawkes, el dia abans de l'Octanta-tresè Dia Nacional d'Aràbia Saudita.
L'ús de màscares durant una revolta o reunió il·legal està prohibit al Canadà, després de la promulgació de la Llei C-309, portar-ne una, comporta una sentència màxima de 10 anys de presó.
Els manifestants veneçolans en les protestes de 2014, entre la gran varietat de màscares usades; Es destaca la màscara de Guy Fawkes, en alguns casos, pintada amb els colors de la bandera de Veneçuela.
El 2015 va ser comú l' ús de la màscara durant els 4 mesos de protestes consecutives que es van donar a Guatemala, exigint la renúncia del president i la vicepresidenta després de l' escàndol de corrupció anomenat Cas de la Línia a Guatemala.
Al novembre de 2020 es va veure molts manifestants usar les màscares en els 6 dies de protesta que va haver-hi al Perú per la vacància del seu llavors president Martín Vizcarra i l'assumpció al càrrec del president del congrés Manuel Merino ja que molts afirmen va ser un acte anticonstitucional, les Protestes al Perú de 2020 van acabar amb la mort de 2 càrrec de President de la República al Dr. Francisco Sagasti.

### Visió de Moore i Lloyd
V de Vendetta

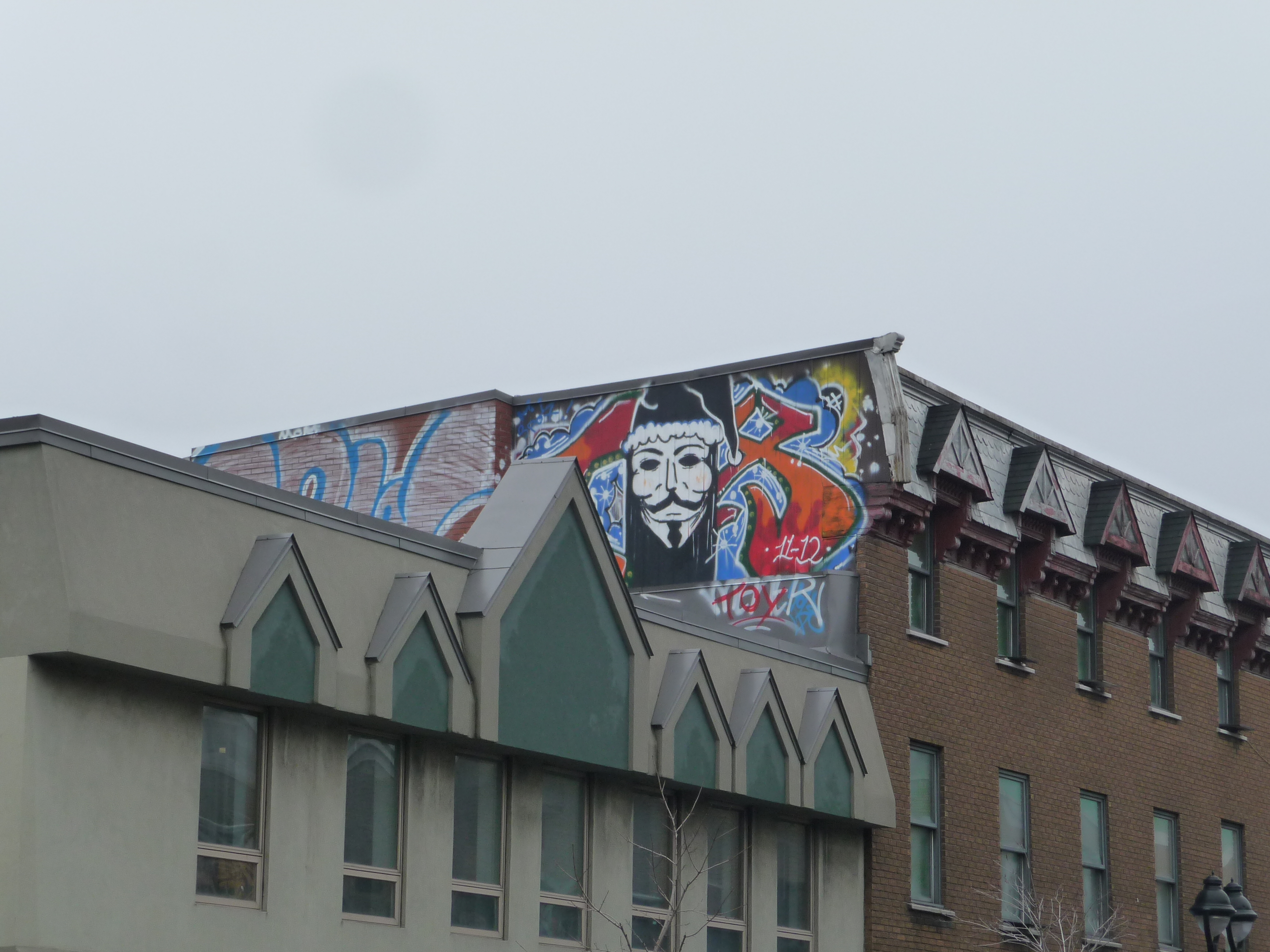
Grafiti d'una màscara de Guy Fawkes pintada en la façana d'un edifici a Mont-real, Quebec

Alan Moore, anarquista i autor de V de Vendetta, ha donat suport a l'ús de la màscara, durant una entrevista el 2008 amb Entertainment Weekly va declarar, "Em vaig sentir molt reconfortat l'altre dia veient les notícies en veure que hi va haver manifestacions fora de la seu de la Cienciologia a prop d'aquí, i que de sobte col · loquen aquests Vendetta (Guy Fawkes). Això em va agradar, em va donar un sentiment de calidesa”.  A més, Moore va dir a The Guardian : "Mentre escrivia V de Vendetta al meu interior pensava: no seria genial si aquestes idees en realitat tinguessin un impacte? Així que quan comences a veure que la fantasia ociosa s'entromet al món real... és curiós. Se sent com si un personatge que vaig crear fa 30 anys ha escapat d'alguna manera del regne de la ficció.

David Lloyd, il·lustrador i cocreador de V de Vendetta, és citat dient:
| «             | ...la màscara simbolitza la resistència sobre qualsevol tirania per això es fa servir a la Xina, a Espanya, a Anonymous, a Occuppy Wall Street... perquè pot ser usada com un símbol de resistència contra qualsevol tirania i per qualsevol; i l'anonimat és molt vàlid, perquè qualsevol té el dret a protestar contra el sistema i fer-ho com un individu qualsevol, combat a una tirania no hi ha perquè identificar a ningú en concret. | » |
| — David Lloyd | |   |

## Vendes i propietat corporativa dels drets
Segons la revista Time el 2011, la màscara adoptada pels manifestants era l'element de més vendes a Amazon.com, que en ven centenars de milers a l'any. Time Warner, una de les companyies de mitjans més grans del món, rep una quota per cada màscara oficial que es ven, ja que posseeix els drets de la imatge.